# Spring Lake Heights
Spring Lake Heights és una població dels Estats Units a l'estat de Nova Jersey. Segons el cens del 2007 tenia 5.136 habitants.

## Demografia
Segons el cens del 2000, Spring Lake Heights tenia 5.227 habitants, 2.511 habitatges, i 1.358 famílies. La densitat de població era de 1.528,9 habitants/km².
Dels 2.511 habitatges en un 17,5% hi vivien nens de menys de 18 anys, en un 42,6% hi vivien parelles casades, en un 9,2% dones solteres, i en un 45,9% no eren unitats familiars. En el 41,7% dels habitatges hi vivien persones soles el 22,7% de les quals corresponia a persones de 65 anys o més que vivien soles. El nombre mitjà de persones vivint en cada habitatge era de 2,04 i el nombre mitjà de persones que vivien en cada família era de 2,82.
Per edats la població es repartia de la següent manera: un 16,8% tenia menys de 18 anys, un 4,4% entre 18 i 24, un 23,7% entre 25 i 44, un 25,4% de 45 a 60 i un 29,6% 65 anys o més.
L'edat mediana era de 48 anys. Per cada 100 dones de 18 o més anys hi havia 76,6 homes.
La renda mediana per habitatge era de 51.330 $ i la renda mediana per família de 64.345 $. Els homes tenien una renda mediana de 48.640 $ mentre que les dones 40.363 $. La renda per capita de la població era de 35.093 $. Aproximadament el 4,2% de les famílies i el 7,5% de la població estaven per davall del llindar de pobresa.

## Poblacions més properes
El següent diagrama mostra les poblacions més properes.